# لويد غلين
لويد غلين (بالإنجليزية: Lloyd Glenn)‏ هو موسيقي وملحن وعازف بيانو ومنتج أسطوانات أمريكي، ولد في 21 نوفمبر 1909 في تكساس في الولايات المتحدة، وتوفي في 23 مايو 1985 في لوس أنجلوس في الولايات المتحدة بسبب نوبة قلبية.

## وصلات خارجية
- لويد غلين على موقع ميوزك برينز (الإنجليزية)
- لويد غلين على موقع أول ميوزيك (الإنجليزية)
- لويد غلين على موقع ديسكوغز (الإنجليزية)